# Acacia contorta
Acacia contorta é uma espécie de leguminosa do gênero Acacia, pertencente à família Fabaceae.